# Prix Paul-Leguerney
Le prix Paul-Leguerney est une course hippique de trot attelé se déroulant au mois d'août sur l'hippodrome de Vincennes (en avril avant 2022).
C'est une course de Groupe II réservée aux pouliches de 4 ans, ayant gagné au moins 32 000 €.
La distance, qui a varié au fil des années, est en 2024 de 2 175 mètres (grande piste), départ volté. L'allocation s'élève à 120 000 €, dont 54 000 € pour le vainqueur.
Son équivalent pour les mâles est le prix Phaéton ayant lieu le même jour. Avant que le prix Phaéton ne soit réservé aux mâles, le prix Paul-Leguerney leur était également ouvert.
La course est créée en nocturne le 28 juillet 1981,.

## Palmarès
| Année | Vainqueur           | Père                | Driver                   | Entraîneur               | Distance            | Réd.km              |
| ----- | ------------------- | ------------------- | ------------------------ | ------------------------ | ------------------- | ------------------- |
| 2024  | Keen Winner         | Ready Cash          | Anthony Barrier          | Thibault Lamare          | 2 175 m             | 1'12"7              |
| 2023  | Just Love You       | Love You            | Alexandre Abrivard       | Laurent-Claude Abrivard  | 2 175 m             | 1'10"7              |
| 2022  | Inoubliable         | Prodigious          | Éric Raffin              | Philippe Moulin          | 2 175 m             | 1'11"7              |
| 2021  | Hirondelle Sibey    | Gazouillis          | Éric Raffin              | Alice Dubert             | 2 700 m             | 1'12"8              |
| 2020  | Green Grass         | Bold Eagle          | Mathieu Mottier          | Sébastien Guarato        | 2 700 m             | 1'13"1              |
| 2019  | Freyja du Pont      | Quinoa du Gers      | Jean-Michel Bazire       | Jean-Michel Bazire       | 2 175 m             | 1'11"1              |
| 2018  | Erminig d'Oliverie  | Scipion du Goutier  | Franck Nivard            | Franck Leblanc           | 2 175 m             | 1'12"4              |
| 2017  | Désirée             | Ready Cash          | Alain Laurent            | Alain Laurent            | 2 850 m             | 1'15"6              |
| 2016  | Cylée Névelé        | Sam Bourbon         | David Thomain            | Philippe Allaire         | 2 850 m             | 1'15"4              |
| 2015  | Billie de Montfort  | Jasmin de Flore     | Éric Raffin              | Sébastien Guarato        | 2 875 m             | 1'13"9              |
| 2014  | Africaine           | Oiseau de Feux      | Jean-Étienne Dubois      | Jean-Étienne Dubois      | 2 850 m             | 1'15"2              |
| 2013  | Varade d'Hermine    | Legs du Clos        | Jean-Michel Bazire       | Jean Michel Baudouin     | 2 850 m             | 1'15"9              |
| 2012  | Unabella Perrine    | Diamant Gédé        | Charles-Antoine Mary     | Jean Francois Mary       | 2 850 m             | 1'13"8              |
| 2011  | The Lovely Gwen     | And Arifant         | Éric Raffin              | Fabrice Souloy           | 2 875 m             | 1'16"6              |
| 2010  | Soif de Limonade    | Niky                | Pierre Levesque          | Pierre Levesque          | 2 850 m             | 1'14"7              |
| 2009  | Ravanella           | Jain de Beval       | Dominik Locqueneux       | Michael Jean Ruault      | 2 850 m             | 1'14"7              |
| 2008  | Qualita Bourbon     | Love You            | Jean-Pierre Dubois       | Jean Baudron             | 2 850 m             | 1'16"9              |
| 2007  | Pearl Queen         | Carpe Diem          | Thierry Duvaldestin      | Thierry Duvaldestin      | 2 850 m             | 1'13"8              |
| 2006  | Otica Starlett      | Esotico Star        | Frédéric Prat            | Frédéric Prat            | 2 850 m             | 1'16"4              |
| 2005  | Névéalone du Dungy  | Corot               | Mathieu Fribault         | Christophe Ecalard       | 2 850 m             | 1'21"9              |
| 2004  | Mazarina            | Goetmals Wood       | Jean-Étienne Dubois      | Jean-Étienne Dubois      | 2 850 m             | 1'15"3              |
| 2003  | Lazio du Bourg      | Tadzio de la Mottet | Joël Van Eckhaute        | Joël Van Eckhaute        | 2 700 m             | 1'14"5              |
| 2002  | Kiss Melody         | Extreme Dream       | Dominik Locqueneux       | Pierre-Désiré Allaire    | 2 700 m             | 1'15"3              |
| 2001  | Justine des Prés    | Blue Dream          | Marion Hue               | Marion Hue               | 2 700 m             | 1'17"               |
| 2000  | Ipson de Mormal     | Biesolo             | Ulf Nordin               | Ulf Nordin               | 2 100 m             | 1'12"9              |
| 1999  | Hermès du Buisson   | Buvetier d'Aunou    | Bernard Piton            | Jean-Pierre Dubois       | 2 100 m             | 1'14"               |
| 1998  | Général du Pommeau  | Sebrazac            | Jules Lepennetier        | Jules Lepennetier        | 2 100 m             | 1'13"3              |
| 1997  | Fighter Horse       | Timorky             | Claude Lamour            | Claude Lamour            | 2 100 m             | 1'14"3              |
| 1996  | Easy to Drive       | Royal Ludois        | Jean-Michel Bazire       | Pierre-Désiré Allaire    | 2 100 m             | 1'14"               |
| 1995  | Dresden             | Tarass Boulba       | Jean-Étienne Dubois      | Jean-Étienne Dubois      | 2 100 m             | 1'15"5              |
| 1994  | Camino              | Firstly             | Jean-Pierre Dubois       | Jean-Pierre Dubois       | 2 200 m             | 1'16"               |
| 1993  | Big Prestige        | Royal Prestige      | Ulf Nordin               | Ulf Nordin               | 2 375 m             | 1'17"3              |
| 1992  | Axe des Sarts       | Mon Ouiton          | Fernand-Floribert Dubois | Fernand-Floribert Dubois | 2 375 m             | 1'16"3              |
| 1991  | Vroum d'Or          | Lurabo              | Bertrand Lefèvre         | Bertrand Lefèvre         | 3 000 m             | 1'17"6              |
| 1990  | Uthan               | Florestan           | Yves Dreux               | Alain Houssin            | 3 000 m             | 1'18"               |
| 1989  | Triton du Ranch     | Mon Ouiton          | Joël Hallais             | Joël Hallais             | 2 100 m             | 1'17"4              |
| 1988  | Sin d'Algot         | Aigle Noir          | Jean-René Gougeon        | Jean-René Gougeon        | 2 100 m             | 1'18"9              |
| 1987  | Rose du Marquais    | Fakir du Vivier     | Jean-Claude Hallais      | Jean-Claude Hallais      | 2 350 m             | 1'19"1              |
| 1986  | Quadrophenio        | Dekeel              | Daniel Béthouart         | Daniel Béthouart         | 2 375 m             | 1'16"5              |
| 1985  | Potin d'Amour       | Chambon P           | Jan Kruithof             | Jan Kruithof             | 3 025 m             | 1'16"4              |
| 1984  | course non disputée | course non disputée | course non disputée      | course non disputée      | course non disputée | course non disputée |
| 1983  | Nevers              | Chambon P           | Jan Kruithof             | Jan Kruithof             | 2 750 m             | 1'19"8              |
| 1982  | Minou du Donjon     | Quioco              | Michel Roussel           | Jean-Lou Peupion         | 2 750 m             | 1'20"4              |
| 1981  | Ludo du Chignon     | Quito               | Ghislain Fontenay        | Ghislain Fontenay        | 2 750 m             | 1'18"2              |